# ماين (راينلند بالاتينات)
ماين (راينلند فالتز) (بالألمانية: Mayen) هي بلدة ألمانية تقع في ألمانيا في راينلند بالاتينات.  يقدر عدد سكانها بـ 19,164 نسمة .

## المدن التوأمة
مدينة Godalming هي مدينة توأمة لـماين (راينلند فالتز).

## أعلام
- ستيفان أكرمان
- سالي ماير
- تيم كروز
- وينفريد شايفر
- جاك لوب
- هانس إيلرز